# Albert Fallsdam
De Albert Fallsdam is een stuwdam gelegen in de Umgenirivier, KwaZoeloe-Natal, Zuid-Afrika. De bouw van de dam werd voltooid in 1976. Het meer is 2.274ha groot. De wal van de dam is 33 meter hoog. Er is een 7 m hoge waterval aan de onderkant van de damwal.